# Co-Abhängigkeit
Co-Abhängigkeit ist ein Sammelbegriff für verschiedene Verhaltensweisen gegenüber einem Suchtkranken (beispielsweise als Co-Alkoholiker), durch die dessen Sucht zusätzlich gefördert wird. Das Verhalten enthält seinerseits Sucht-Aspekte.
Es ist umstritten, ob Co-Abhängigkeit als abhängige oder gemischte Persönlichkeitsstörung (ICD-10: F60) eingestuft werden kann. Nicht jedes co-abhängige Verhalten ist pathologisch.

## Verhaltensformen in Bezug auf Süchtige
Beispiele für Co-Abhängigkeit sind Familienangehörige bzw. Lebenspartner, die den Suchtmittelkonsum finanzieren oder den Süchtigen beim Arbeitgeber krankmelden, sowie Freunde, die den Konsum beispielsweise bei gemeinsamen Feiern legitimieren. Co-abhängiges Verhalten reduziert den Leidensdruck des Suchtkranken und verlängert so seine Krankheits- und Leidensdauer.
Eine Co-Abhängigkeit kann in drei Phasen verlaufen:
1. In der Beschützerphase erfährt der Suchtkranke besondere Zuwendung und Mitgefühl.
2. In der Kontrollphase übernehmen die Bezugspersonen die Aufgaben und Probleme des Süchtigen, wodurch sie die Sucht gegenüber dritten Personen verdecken.
3. Die Anklagephase ist durch zunehmende Aggression und Verachtung dem Kranken gegenüber geprägt. Am Ende kann eine vollständige Hilflosigkeit der Co-Abhängigen entstehen.[3]

## Sucht- und Helferrolle
Zum Wesen einer ausgebildeten Sucht gehört es, dass der Süchtige alles tut, um seine Sucht weiter ausleben zu können. Gelingt dies nicht ohne Hilfe Dritter, z. B. weil die finanziellen Mittel nicht genügen, wird der Süchtige teils bewusst, teils unbewusst Hilfe Dritter in Anspruch nehmen und verstrickt dabei andere in co-abhängiges Verhalten. Er verhält sich typischerweise manipulativ.
Der Co-Abhängige hat dabei eigene Motive. Co-abhängiges Verhalten ist aus Sicht der Psychoanalyse eine Form der Abwehr eigener ängstigender Bedürfnisse und Gefühle, kann aber auch Hinweis auf eine andere, eigene Sucht sein. Eine andere Erklärung für Co-abhängiges Verhalten ist, dass diese Menschen die erkrankte Person in einer bestimmten Weise brauchen oder nicht verlieren wollen. Das Helfersyndrom zeigt eine besonders ausgeprägte Form dieser Abwehr. Co-Abhängige machen den Abhängigen manchmal zum Mittelpunkt ihres Lebens. Sie erfahren dafür teilweise zunächst die Anerkennung des Süchtigen und der sozialen Umgebung. So kann es z. B. zur finanziellen Überschuldung bei dem Versuch kommen, einem Heroinsüchtigen zu helfen. Als Folge solcher Co-Abhängigkeit können die Kinder leiden, beispielsweise durch mangelnde Zuwendung, oder die eigene Arbeitsfähigkeit im Beruf. Nach einer Trennung sucht sich der Co-Abhängige oft wiederum einen Süchtigen als neuen Partner, bei dem er seine eigene Co-Abhängigkeit wieder durch Verhaltensmuster ausleben kann.

Es gibt kaum Forschung dazu, wie viele Menschen indirekt von Sucht betroffen sind. Dafür müsste man das Konzept der Co-Abhängigkeit erst einmal exakter umschreiben und messbar machen. Bekannt ist, dass von den derzeit rund drei Millionen Kindern aus Suchtfamilien ein Drittel, vor allem die Söhne, selbst suchtkrank wird. Bei einem weiteren Drittel, das sind eher die Töchter, entwickelt sich in Folge der Belastungen und Traumata eine psychische Erkrankung. Es ist eine Neigung zu beobachten, sich im späteren Leben gezielt suchtkranke Partner zu suchen und sich in helfenden Beziehungen zu suchtkranken oder anders psychisch labilen Menschen zu verstricken. Es besteht einen deutlichen Genderbias: Männer können sich besser abgrenzen. Frauen fühlen sich dafür zuständig, sich um andere zu kümmern.
Co-Abhängige können gleichzeitig mit dem Wunsch zu helfen auch Wut oder andere als schwierig erlebte Gefühle in Bezug auf den Abhängigen empfinden und schwere Auseinandersetzungen mit ihm führen. Für Kinder in solchen Beziehungen ist es schwierig, soziale Kompetenzen zu erwerben – z. B. die Beurteilung, wann und wie auf einen Anlass adäquat zu reagieren ist. Diese soziale Unsicherheit wird als Negativfaktor für das Risiko später entstehender Suchterkrankungen bei den betroffenen Kindern im Erwachsenenalter gesehen.

## Therapie
Erfolgversprechende Suchttherapie setzt meistens voraus oder geht damit einher, dass Angehörige einbezogen werden, um mögliche Co-Abhängigkeiten aufzulösen. Andererseits geht es darum, den Angehörigen zu zeigen, wie sie den Abhängigen dabei in einer für ihn und für sich selbst gesunden Weise unterstützen können. Zentral für die Angehörigen ist das Entwickeln der Bereitschaft, sich vom Suchtverhalten klar abzugrenzen. Ziel der Abgrenzung ist es dabei einerseits, dem Co-Abhängigen zu helfen, sein eigenes Leben von der eigentlichen Sucht nur in einem bewusst in Kauf genommenen und also begrenzten Maße beeinträchtigen zu lassen. Oft kann erst durch die Aussichtslosigkeit, die Sucht aufgrund externer Hilfe relativ unbeschadet weiter auszuleben, der echte Wille geweckt werden, die Sucht zu überwinden. Daher gehören zu den Methoden einer effektiven Therapie auch harte Maßnahmen wie Kontaktsperren, Kündigung des Arbeitsplatzes und sogar Scheidung.
Der jeweilige Angehörige muss erkennen, welche Rolle er übernimmt und wodurch er die Abhängigkeit unterstützt, und vor allem welchen Schaden er sich durch dieses Verhalten selber zufügt. Oft ist das der erste Schritt für die eigene Entwicklung. Selbsthilfegruppen bieten Hilfen für Angehörige und Partner an. In Selbsthilfegruppen für anonyme Co-Abhängige (CoDA) tauschen Betroffene ihre Erfahrungen aus und lernen, sich verantwortlich um ihr eigenes Leben zu kümmern. Für Erwachsene gibt es Al-Anon und für Kinder Alateen. Gemeinsam mit anderen Co-Abhängigen lernt man, was die Co-Abhängigkeit für das eigene Leben bedeutet.

## Kritik am Konzept
Co-Abhängigkeit wird in der Suchtforschung kontrovers diskutiert. So wird unter anderem kritisiert, dass es viele einander widersprechende, unpräzise Begriffsdefinitionen gibt und dass Angehörige über das Attribut „co-abhängig“, oft ungerechtfertigterweise, pauschal als Schuldige bzw. Täter diffamiert werden. Uhl und Puhm beispielsweise beschreiben in ihrem Artikel, dass, sobald man alle „Irrationalitäten, Widersprüchlichkeiten und Abstrusitäten“ aus der Definition ausschließt, die Co-Abhängigkeit zum Synonym für suchtförderndes Verhalten wird. Somit wäre es zweckmäßiger, in begründeten Fällen davon zu sprechen, als einen ungenauen und stigmatisierenden Terminus wie Co-Abhängigkeit zu verwenden.